# Kunágota
Kunágota – wieś i gmina w południowo-zachodniej części Węgier, w pobliżu miasta Mezőkovácsháza.

## Położenie
Miejscowość leży na obszarze tzw. Kraju Zacisańskiego (węg. Tiszántúl), będącego częścią Wielkiej Niziny Węgierskiej, w pobliżu granicy rumuńskiej. Administracyjnie należy do powiatu Mezőkovácsháza, wchodzącego w skład komitatu Békés i jest jedną z jego 18 gmin.